# Сражение при Даре
Сражение при Даре (Сражение у Дары, ср.-греч. Μάχη του Δάρας; перс. نبرد دارا‎) состоялось в 530 году под стенами крепости Дара в Месопотамии (современный город Огуз, Турция), став первым значительным сражением Иберийской войны между Восточной Римской империей и государством Сасанидов. Римлянами командовал молодой полководец Велизарий при поддержке магистра армии Гермогена, персидскую же армию возглавлял военачальник Пероз.

## Предыстория
Крепость Дару в феме Месопотамии, современный город Огуз в Турции, построил в 505—507 годах восточноримский император Анастасий I. На тот момент между странами шла война, а по договору, заключённому в 441 году, ни одна из сторон не могла себе позволить строительство пограничных укреплений. Этот город стал военным плацдармом на римско-персидской границе. Вскоре был заключён непрочный мир, однако он не продлился долго.
Новая римско-сасанидская война разразилась в 526 году, последний год царствования Юстина I. У данной войны было несколько поводов: в нарушение договора император Сасанидов вознамерился ввести зороастрийские порядки в населённом преимущественно христианами царстве Иберия, которое находилось под его протекторатом. Местный властитель воспротивился этому, призвав римлян на помощь, и был вынужден бежать от персов в Лазику. Однако император персов Кавад I хотел, чтобы римляне оставались нейтральными на этой войне. Он назначил своим преемником третьего сына Хосрова, и предложил Юстину признать того легитимным наследником. Император римлян принял предложение, однако это вызвало недовольство при дворе Хосрова, а также у советников Юстина, которые отклонили предложение мира из-за «варварского» происхождения сына. Такой ответ вызвал гнев у персов, которые решили как можно скорее покончить с царём Иберии.
Первоначально римляне во главе с молодыми полководцами Велизарием и Ситтой успешно вторглись в Армению, однако вскоре были отражены превосходящими силами врага. Затем они взяли в осаду Нисибис, что стало ответом на налёты бедуинов в земли римлян, однако осада не принесла успеха и была снята. В августе 527 года Юстин скончался. Юстиниан I, что пришёл к власти после него, предложил заключить мир, однако персы медлили. Велизарий по приказу начал строительство новой крепости близ Миндуя, недалеко от Нисибиса, и Сасаниды вместо мира собрали армию, численностью в 30 тысяч человек, и, разгромив силы прикрытия, сравняли её с землёй. Следующий 529 год прошёл в сражениях с переменным успехом и мирных переговорах. И хотя все первые военные походы Везирария были неудачны, он получал посты всё выше, пока не стал «военным магистром на востоке» (лат. magister militum per Orient), то есть главнокомандующим одной из императорских армий. Вместе с ним пришёл и его «старший писарь» и секретарь Прокопий Кесарийский, автор основных источников по теме боевых действий, который лично участвовал в сражении. При этом его работа всё же не проясняет всех деталей.

## Расположение и численность войск

### Римляне
В 530 году в Даре находилась база римской армии. Во главе неё находился молодой полководец Велизарий с армией, общей численностью около 25 тысяч человек, что было очень большими силами для того периода. Какое количество армии составляла пехота, а какое кавалерия, остаётся неясным. По мнению историка А. Голдсуорси, конница составляла, возможно, около трети армии, при этом историк П. В. Шувалов оценил её численность в 10—12 тысяч человек. В первой линии на правом фланге («правая мера») находилась «многочисленная кавалерия» (по оценке Шувалова, 6—7 тысяч или 12—20 тагм). Ими командовали полководцы Иоанн (по предположению Дж. Мартиндейла, одно лицо с Иоанном Троглитой), Кирилл, Дорофей, Герман и Маркелл. На левом фланге («левая мера») также располагалась «многочисленная кавалерия» (по оценке Шувалова, 3—4 тысячи человек или 6—12 тагм). Общее командование флангом было за полководцем Бузой. Центр был намеренно ослаблен, там находились более малочисленные конные отряды. Во второй линии стояли пехотные подразделения. У Прокопия Кесарийского нет указаний на то, встал ли центр позади заранее выкопанных траншей или нет, но по словам византиниста Джона Хэлдона, из его описания можно сделать именно такой вывод. Шувалов тоже писал о том, что подразделения стояли за рвом. Хэлдон также отмечает опасность расположения подразделений перед траншеями из-за того, что они могли стать братской могилой при необходимости отступления. На стенах Дары стояли пехотные подразделения, а в резерве на флангах находилось 1200 конных гуннов, которые предпочитали сражаться как конные лучники.

### Персы
В первый день у персов было 40 тысяч человек. В июне 530 года они под командованием полководца Пероза достигли города Нисибис, после чего расположились лагерем в 20 стадиях (около 4,5 километров) от римлян близ небольшого поселения под названием Аммодий. Большая часть их армии состояла из наспех и насильно рекрутированных крестьян, что не обладали высоким боевым духом и «не представляли особой боевой ценности»; основная же сила была кавалерийской. Почти все конники были тяжёлыми катарфрактами, защищёнными металлической бронёй и вооружёнными луками. В резерве были «бессмертные», однако остаётся неясным, какое участие они приняли в битве и в каком количестве из имевшихся 10 тысяч человек.
К началу боя персы расположились лагерем в нескольких милях от римских позиций и, по словам Прокопия, чувствовали себя крайне самоуверенно. Как и римляне они расположились в две линии с не очень высоким интервалом. Пероз взял на себя руководство центром армии, отдав фланги своим командующим — во главе левого встал Баресман, а во главе правого — Питиакс.

## Сражение
В первый день иранское войско, построившееся в две боевые линии, провело разведку боем на левом крыле, закончившуюся безрезультатно.
На следующий день персы, к которым подошли подкрепления из Нисибиса, повторили атаку на том же участке, подготовив её действиями своих лучников. Они опрокинули левый фланг византийцев, но затем сами были взяты в клещи герульской и гуннской конницей Велизария и в беспорядке отброшены на исходные позиции. После этого Пероз атаковал правый фланг противника крупными силами, в том числе бессмертными. Ромеи не выдержали удара и побежали, но Велизарий успел перебросить на угрожаемый участок свой резерв. Ударами с флангов свежие силы византийцев рассекли массу вражеских воинов и частично окружили их. Попытка персов прорвать окружение ударом своих резервных сил оказалась безуспешной, и в битве произошёл перелом в пользу византийцев. Иранские военачальники начали возвращать увлекшиеся преследованием части назад, а ромеи прекратили отход и снова вступили в бой. Создав на правом фланге перевес сил, Велизарий разгромил окруженного противника. Уцелевшие персы обратились в бегство, в ходе которого также понесли большие потери.

### Комментарии
1. ↑  Договор был заключён в 422 году между императором Сасанидов Бахрамом V и его противником императором Феодосием II после непродолжительной войны, начавшейся в 421 или 420 году. Согласно ему, персы должны были предоставить христианам на своей территории право на свободу вероисповедания в обмен на аналогичные уступки со стороны римлян в пользу зороастрийцев. Византийцы также возобновили выплату дотаций за оборону кавказских границ от гуннов[8].
2. ↑  Кавад не любил своего старшего сына Кавуса, в связи с этим не хотел его преемственности[7].